# Arsaces IV
Arsaces IV gobernó el Imperio parto desde 170 a. C. hasta 168 a. C. posiblemente fuera nieto de Arsaces II.

## Problemas de identificación
Según Justino, principal fuente para esta época, la sucesión de Priapatios correspondió a su hijo Fraates I; sin embargo la aparición de un ostracon (Nisa 2L) en 1955 en Nisa durante unas excavaciones arqueológicas soviéticas, introducía un elemento nuevo en la genealogía de los reyes partos.

Línea 1 'rŝk MLK' BRY npt
Línea 2 'rŝk Q'YLW
Línea 3 NDBT' ZNH Ŝ'RN II ILP.
Traducción: Línea 1 Rey Arsaces, biznieto
Línea 2 de Arsaces. contó
Línea 3 esta ofrenda de 2.000 ephas de cebada

Pese a carecer de datación, se apunta a que posiblemente fuera nieto de Arsaces II quien habría perdido algún hijo adulto durante la guerra contra Antíoco III Megas en el 209 a. C. Por lo que Arsaces IV, que no sería adulto para el Zoroastrismo (menor de 15 años), estaría bajo la regencia-reinado de su familiar Priapatios.
El hecho de que Justino no lo mencione podría ir en consonancia con otras ausencia de reinados breves en las fuentes clásicas.
| Predecesor: Priapatios | Rey de Partia (de la Dinastía Arsácida) 170 a. C. – 168 a. C. | Sucesor: Fraates I |